# アラン・タム
アラン・タム（譚 詠麟、Alan Tam）は、イギリスと香港の歌手、俳優、実業家。香港芸能界・音楽界を代表するスーパースターである。

## 経歴

### 歌手としての活動
1970年代に“アジアのビートルズ”と呼ばれ、香港のみならず台湾・タイ・シンガポールなどでも人気のあったバンド・ウィナーズ（The Wynners）のボーカリストとして活躍していたが、同バンド解散（その後、ウィナーズは何度も再結成している）後ソロへ転向、1979年にファースト・ソロ・アルバム「反斗星」をリリース。1980年「愛到你發狂」、1981年「忘不了您」などのヒット曲でソロとしても順調なスタートを切り、1984年のアルバム「愛的根源」以降は香港男性歌手のトップとしていわゆる「ベストテン」などの賞の常連となる。
1984年に創設された最受歓迎男歌手(最も歓迎された歌手)に連続4年間選ばれたのみならず、1985年、1986年、1987年の国際レコード協会によるIFPI大賞も受賞され、香港歌謡界を引っ張ってきたが、1987年に「賞レース不参加」(音楽関連の競争的な賞のすべてを辞退する)と宣言。その後の人気も衰えず、1988年に年度売上を優勝。
またライブ活動にも積極的に取り組んでおり、香港現地でのライブ回数記録を保持していると言われている。1994年に改装された香港スタジアムでのライブに、定員4万人を超えるファンが連日殺到したが、政府の厳しい音量規制で「細細声」(小さい声)ライブと称された。しかし、会場を疾走しながらのアランの熱唱ぶりと、歌声を聴こえなくても苦情を言わず最後まで自ら楽しんだファンは、このライブを香港ポップ音楽史上、特別なものとして人々の記憶に刻んだ。その人気は香港、台湾、中国大陸に止まらず、シンガポール、マレーシア、タイなどの東南アジア、オーストラリア、アメリカなどの華人圏にもファンが多い。
日本音楽界との関わりもあり、1984年には谷村新司が提唱したアジアの音楽祭「PAX MUSICA」に参加、谷村やチョー・ヨンピルと共に東京での第一回PAX MUSICAのメインアクトを務めた。この年には芹澤廣明作曲による日本語曲「夏の寒風」で日本デビューをしている。その後も、日本人作曲家によるオリジナル曲や、日本のヒット曲の広東語カバーなどをヒットさせている。1989年の第40回NHK紅白歌合戦には、その年の香港での大ヒット曲「愛念（ゴイニム）」で出場し、広東語・日本語歌詞混合で歌った。
現在でも歌手活動を続けており、デビュー以来の半世紀にわたって不動の人気を誇っており、香港音楽界の生きる伝説となっている。2021年5月現在125枚のアルバム（旧曲のみのベスト・アルバムは除く）を発表している。世界最大のレコード会社ポリグラム(PolyGram,宝麗金香港)が選んだ20世紀ベストレコード20枚中、一人で4枚も占めている。
150曲以上の作曲作詞もあり、2007年に香港作曲家および作詞家協会(CASH)より、最高栄誉大賞「CASH音楽成就大賞2007」を授与。
2008年に中国香港特別行政区政府より栄誉勲章、2014年に国際レコード協会(香港)より、特別栄誉ーIFPI香港ポップ音楽文化歌手大賞を授与された。

### 俳優としての活動
ウィナーズ解散後に台湾で出演した1981年の映画『假如我是真的（英語題：If I Were For Real）』で金馬奨の主演男優賞を受賞。1980年代〜1990年代にかけて俳優としても活躍した。
シリアスなドラマやアクション、コメディと幅広いジャンルをこなすが、「心優しい、お人好しの好青年」がはまり役。ジャッキー・チェンや早見優との共演作もあり、それらの主題歌もヒットした。
また、親友であるエリック・ツァンとの名コンビぶりは大人気となり、数多くの映画を製作、共演している。

## 作品

### 主なアルバム
- 反斗星（1979年）ソロデビューアルバム
- 忘不了您（1981年）タイトル曲は五輪真弓「恋人よ」のカバー。
- 春... 遲來的春天（1983年）
- 霧之戀（1984年）
- 愛的根源（1984年）[注釈 1]
- 夏の寒風（1984年）日本でのデビューアルバム[注釈 2]。
- 愛情陷阱（1985年）1985年に香港で最も売れたアルバム。
- 暴風女神 Lorelei（1986年）表題曲はジャッキー・チェンと共演した映画『サンダーアーム/龍兄虎弟』の主題歌で、同映画の挿入歌も収録。
- 第一滴淚（1986年）
- 迷惑（1988年）早見優と共演した映画『恋のカウントダウン』の主題歌・挿入歌を収録。
- 愛念（1989年）表題曲「愛念」はこの年の第40回NHK紅白歌合戦にて歌唱。
- 夢幻舞台（1990年）
- 愛情故事（1992年）
- 夢幻的笑容（1994年）
- 我們一起走過的日子（1997年）往年の香港のヒット曲を自ら歌ったアルバム。
- 自選角度（2000年）
- 左麟右李（2003年）ハッケン・リーとのコラボレーションアルバム。
- 最愛笑的人（2007年）
- Time After Time（2012年）
- 銀河歳月（2015年）

## フィルモグラフィー

### 映画
- 魔界天使（1982年）
- アラン・タムの活劇(アクション)! 盗聴大作戦（1983年）
- アラン・タムの怪談・魔界美女物語 （1983年）
- アザー・サイド・オブ・ジェントルマン （1984年）
- アラン・タムの特撮(SFX)・異星人大騒動（1985年）
- アラン・タムの香港式殺人・追跡25時（1985年）
- ブラッディ・ナイト/復讐に彩られた女殺人鬼（1985年）
- サンダーアーム/龍兄虎弟（1986年）
- 愛と復讐の挽歌・野望編（1987年）
- 恋のカウントダウン（1987年）
- ときめき美少女隊（1987年）
- 仁義なき戦い 復讐・血の掟（1988年）
- カジノ・レイダース（1990年）
- 富貴兵團（1990年）
- ラスト・ブラッド/修羅を追え（1991年）
- 愛という名のもとに（1991年）
- ワンス・アポン・ア・タイム・イン・チャイナ外伝/天地笑覇（1991年）
- カジノ・シンジケート/組織犯罪覇権抗争（1994年）
- ファッションの達人（2011年）2012年、東京／長崎・中国映画週間で上映

## NHK紅白歌合戦出場歴
出演順は「出演順/出場者数」。
| 年度/放送回               | 回 | 曲目             | 出演順 | 対戦相手       |
| ------------------------- | -- | ---------------- | ------ | -------------- |
| 1989年（平成元年）/第40回 | 初 | 愛念（ゴイニム） | 07/20  | キム・ヨンジャ |